# Axel Bonde Hansen
Axel Bonde Hansen (eller Aksel Bonde Hansen, født 29. maj 1918 i Horne, død 27. maj 1996 i Horsens) var en dansk eliteroer, der deltog i OL 1948 i London.

## Rokarriere
Bonde Hansen roede sammen med Helge Halkjær, Helge Schrøder og Ib Larsen i firer uden styrmand for Horsens Roklub, og skønt de ikke var danske mestre, kom de med til OL i London, da mestrene fra Køge Roklub stillede op i firer med styrmand. Ved OL blev båden slået af Italien i det indledende heat og måtte igennem et opsamlingsheat, hvor en sejr gav plads i semifinalen. Danskerne var i heat med Storbritannien, og det blev et tæt løb, som danskerne vandt, måske fordi briterne ramte en bøje undervejs. I finalen var den danske kvartet oppe mod italienerne og en amerikansk båd. Italienerne tog hurtigt spidsen, mens danskerne kæmpede i det urolige vand med at holde retningen. Da det endelig lykkedes at få en stabil retning, var det umuligt at hente italienerne, der vandt med omkring en bådlængde. Amerikanerne var nogenlunde lige så langt bagefter  på tredjepladsen.
Året efter vandt de fire Horsens-roere danmarksmesterskabet i firer uden styrmand, og i 1950 var han med til at blive dansk mester i otteren og samme år også EM-sølvvinder i otteren.